# كلية الأطباء الملكية
كلية الأطباء الملكية (بالإنجليزية: Royal College of Physicians)‏ وهو الاسم الذي تُعرف به كلية الأطباء الملكية في لندن (كونها أول كيان في العالم يحمل هذا الاسم) هي كيان مهني بريطاني مكرّس لتطوير مهنة الطب، وذلك على الأخص باعتماد الأطباء علميًا بتنظيم وإجراء امتحانات طبية. أُسست كلية الأطباء الملكية سنة 1518، ووضعت أول معيار دولي لتصنيف الأمراض، وتحتوي مكتبتها على كتب طبية ذات قيمة تاريخية كبيرة.

## وصلات خارجية
- الموقع الرسمي (بالإنجليزية)